# Siewiernoje Maszynostroitielnoje Priedprijatije
Siewiernoje Maszynostroitielnoje Priedprijatije (ros. Северное машиностроительное предприятие, w skrócie Siewmaszpriedprijatije, Siewmasz) – rosyjska stocznia w Siewierodwińsku, która w ZSRR przez wiele lat nosiła nazwę „zakładu nr 402”. Stocznia w czasach Związku Radzieckiego była największym producentem atomowych okrętów podwodnych w tym kraju, dziś zaś jest jedynym producentem tego typu jednostek w Rosji.
Decyzja o utworzeniu zakładu nr 402 w ujściu Dwiny zapadła w maju 1936 roku. Stocznia rozpoczęła działalność już przed wybuchem II wojny światowej w ZSRR. Budowa pierwszego okrętu podwodnego – o napędzie spalinowo-elektrycznym – projektu 611 (NATO: Zulu) została rozpoczęta w 1953 roku. Ogółem w zakładzie wybudowano 18 jednostek projektu 611 oraz stanowiącego jego modyfikację projektu AW611 (NATO: Zulu V), a także 16 jednostek projektu 629 i 629B (NATO: Golf). Producent pierwszego radzieckiego okrętu podwodnego o napędzie jądrowym K-3 Leninskij Komsomoł.
Producent m.in. projektu 885, projektu 955, projektu 949A.